# 长鎏村
长鎏村位于江苏省苏州市姑苏区阊门内下塘崇安里北，建于1933年，为苏州市文物保护单位。

## 历史
长鎏村由上海银行家、商人谢莘如建造，1933年建成，占地面积2279平方米。长鎏村共有17幢海派连体别墅，分前后5排。前3排为石库门式清水砖楼，后2排为新式里弄住宅，均为二层。建筑间的巷道两侧有门楼及铁门，最南侧原有围墙，形成一个封闭式的住宅区。长鎏村名称取自谢氏两个儿子名字“长”与“鎏”，含有“金钱长流不息”之意。
解放后散为民居。